# Torre de las Bóvedas
La Torre de las Bóvedas es una torre almenara situada en la costa occidental del municipio de Marbella, en la provincia de Málaga, Andalucía, España.
Se trata de una torre de más de 10 metros de altura y un perímetro aproximado de 26 metros en la base. Está situada cerca de la desembocadura de lal arroyo del Chopo y de las termas romanas de Las Bóvedas, en el distrito de San Pedro Alcántara.
Al igual que otras torres almenaras del litoral mediterráneo andaluz, la torre formaba parte de un sistema de vigilancia de la costa empleado por cristianos y, como las demás torres, está declarada Bien de Interés Cultural.